# Léo Griffoul
Pas d'image ? Cliquez ici

a Compétitions nationales et continentales officielles uniquement.

b Matchs officiels uniquement.
Dernière mise à jour le 21 février 2017.
Léo Griffoul, né le 22 septembre 1989, est un joueur de rugby à XV français qui évolue au poste d'arrière.

## Biographie
Léo Griffoul passe par le RC Narbonne pendant 2 saisons. Il va à Marcousis en 2009 et à participe à la coupe du monde des - 20 ans au Japon en 2011. Au sein de l'effectif du CA Brive en 2012-2013, son contrat n'est pas renouvelé. Il rejoint ensuite le FC Auch.
Le 21 février 2017, il s'engage avec le RC Narbonne pour  un contrat d'un an avec option.